# Guardia Nacional de EE.UU. en Guam

Insignia de la Guardia Nacional del Ejército de Guam

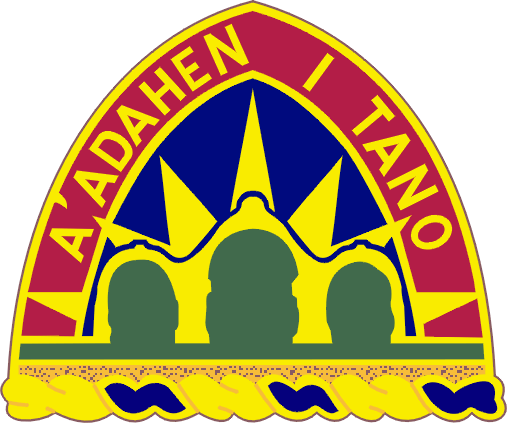
Insignia de unidad de la Guardia Nacional del Ejército de Guam

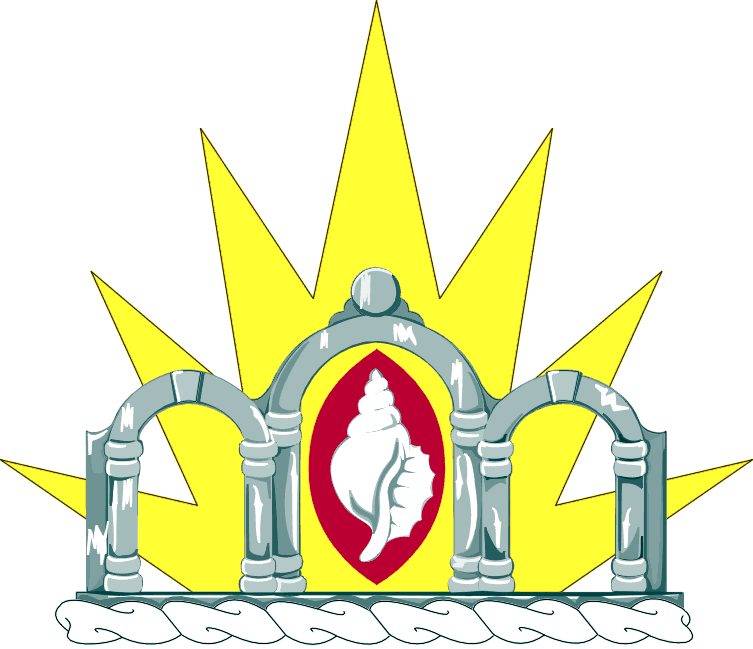
Cresta de regimiento de la Guardia Nacional del Ejército de Guam

La Guardia Nacional de EE.UU. en Guam se compone por la Guardia Nacional del Ejército de Guam y la Guardia Nacional Aérea de Guam .

## Historia
La Guardia Nacional de la Isla de Guam se remonta a la primera organización militar de la isla, la Milicia de Guam, organizada por primera vez por el gobernador español Mariano Tobias en 1771, disuelta en 1885 y restablecida el 25 de marzo de 1917, bajo mandato del Gobernador Naval de los EE. UU., Roy C. Smith, a pedido de los residentes de la isla de mayor entrenamiento físico y militar a su población masculina joven, tornándose entonces obligatorio para los hombres mayores de dieciocho años asistir a simulacros los domingos de 8 a 23.30 horas. en la Plaza de España, en Agaña. Como fuerza cuasi militar, los miembros de dicha unidad no recibieron compensación ni se les proporcionó uniformes ni equipo. Después de la Primera Guerra Mundial, las operaciones de salvamento en el SMS Cormoran, llevaron a que se entregaran rifles Mauser recuperados a la milicia, los que fueron reemplazados por armamento más moderno en 1921. 
La Milicia de Guam llegó a tener en 1935 1.750 miembros: 77 oficiales y 1.674 alistados, el 1 de marzo de 1935, reorganizándose posteriormente como fuerza militar voluntaria.
El 10 de diciembre de 1941, el capitán C.J. McMillin, Gobernador Naval de los EE. UU., cedió ante el ejército imperial japonés, quedando la milicia inactiva; sin embargo, aunque no disuelta. 
Guam fue recapturada por la armada estadounidense el 21 de julio de 1944, hallándose desde entonces en la órbita de EE. UU.
El 11 de diciembre de 1950, el Gobernador Carlton Skinner reconstituyó la milicia de Guam como una fuerza voluntaria comandada por el coronel Juan Muna, cuyo nombre todavía lleva el cuartel general principal de la Guardia (Fuerte Juan Muna). Los milicianos Tomás R. Santos y Joaquín Charfauros, miembros de la milicia previa a la Segunda Guerra Mundial, fueron nombrados generales honorarios de la Guardia Nacional de Guam. La Milicia de Guam fue suprimida legalmente en 1956, luego de que la Cuarta Legislatura de Guam aprobara la Ley 23 para  para establecer una Guardia Nacional en la isla. El congresista Antonio Borja Won Pat y el gobernador Ricardo J. Bordallo contribuyeron al desarrollo la Guardia de Guam a través de sus negociaciones con el Congreso de los Estados Unidos y la Oficina de la Guardia Nacional para establecerla.
El 24 de diciembre de 1980, el presidente Jimmy Carter firmó la Ley 96-600, sancionada por el 96º Congreso de los Estados Unidos que autorizaba el establecimiento de la Guardia Nacional de Guam. El gobernador Paul M. Calvo fue el primer comandante en jefe y el general de brigada Robert H. Neitz fue nombrado primer ayudante general. El 21 de julio de 1981, se estableció oficialmente el cuartel general del Comando de la Guardia Nacional de Guam con 32 miembros fundadores originales. El personal de la organización ha crecido a más de 1.700 miembros entre sus comandos del Ejército y la Guardia Aérea.En 1982, la Milicia de Guam también se restableció legalmente como la fuerza de defensa estatal no federal de Guam, separada de la Guardia Nacional de Guam, pero actualmente está inactiva. 
En 2002, se desplegaron miembros de la Guardia Nacional del Ejército de Guam para participar en la Operación Libertad Duradera .

## Unidades

### Guardia Nacional del Ejército de Guam
Los componentes clave del ARNG de Guam incluyen el 1.er Batallón, el 294.º Regimiento de Infantería y el 105.º Comando de Tropas, que consta de dos destacamentos de intendencia, un destacamento de inteligencia militar y un destacamento de ingenieros. 
Actualmente, la Guardia Nacional Aérea de Guam consta de una única unidad no voladora, el 254.º Grupo de Base Aérea . El objetivo principal de la Guardia Aérea de Guam es proporcionar fuerzas listas al Gobernador de Guam durante emergencias, crisis civiles y apoyo civil, así como aumentar y ayudar al ejército en servicio activo ubicado en Guam. Si se activa al servicio federal, las Fuerzas Aéreas del Pacífico obtienen el 254.º Grupo de Base Aérea.